# 阿洛尼索斯島
阿洛尼索斯島（希臘語：Αλόννησος）是希臘愛琴海北斯波拉泽斯群岛的島嶼，距離斯科派洛斯島3公里。岛屿面积为64.5平方公里，海拔为475米，2021年人口数量为3,105人。行政上该岛隶属于色萨利大区斯波拉泽斯专区的阿洛尼索斯市镇。

## 图集

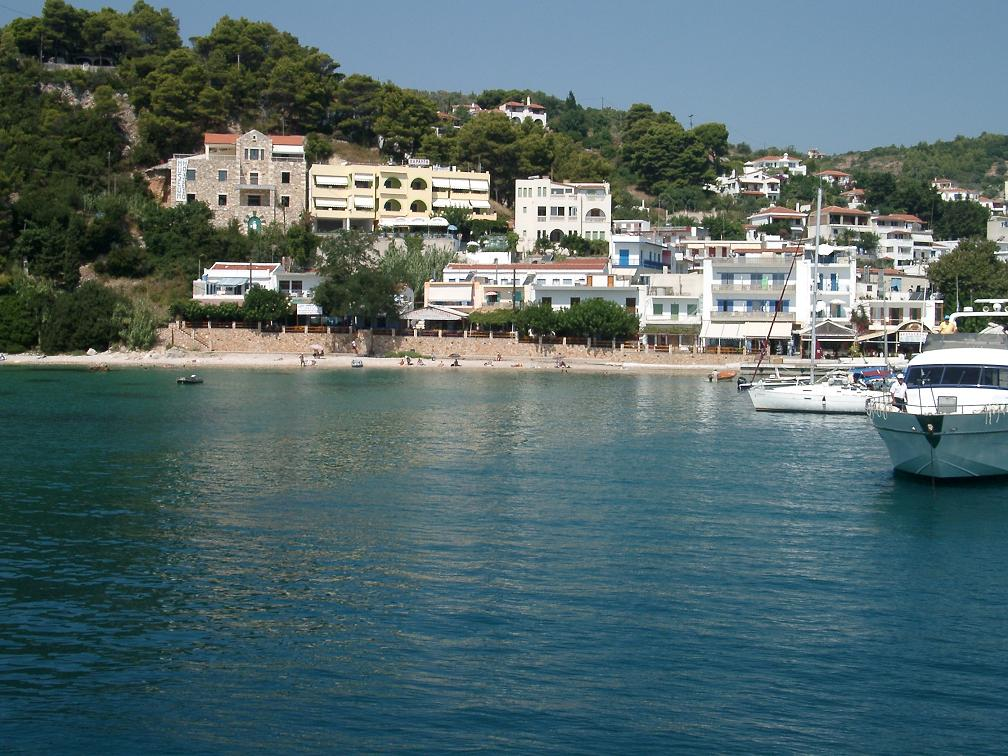
帕蒂蒂里镇
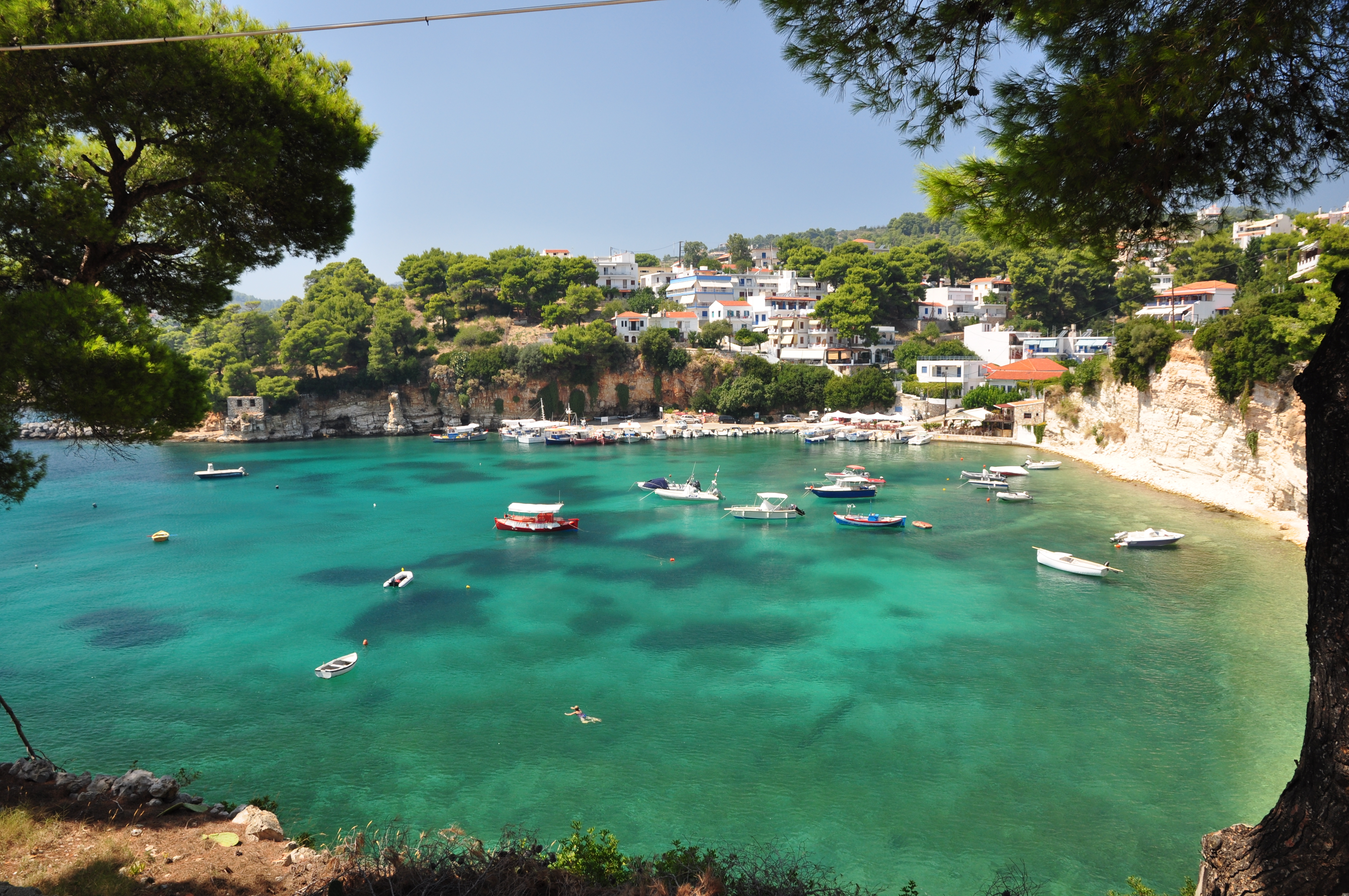
帕蒂蒂里镇的海滩
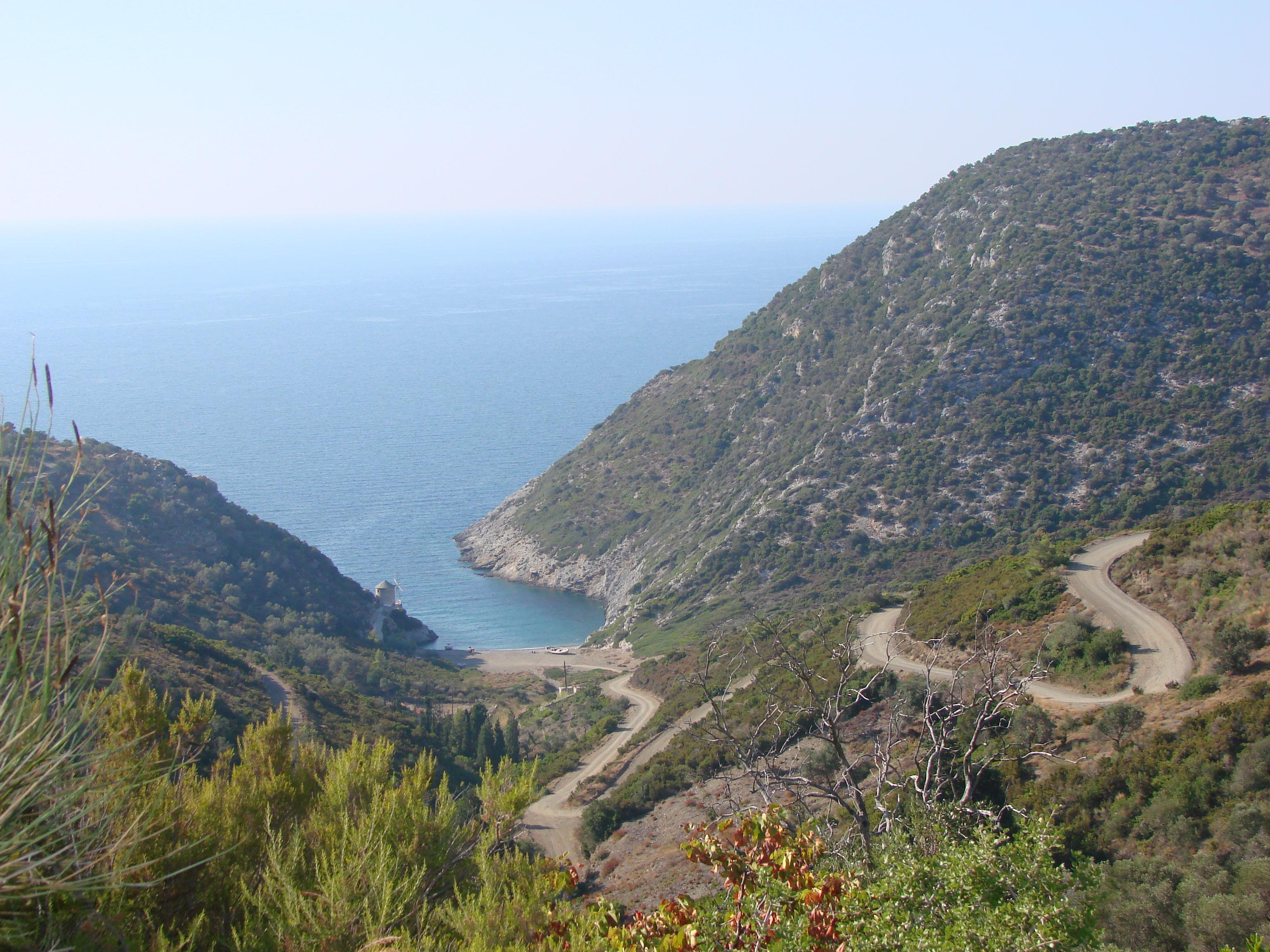
小海湾
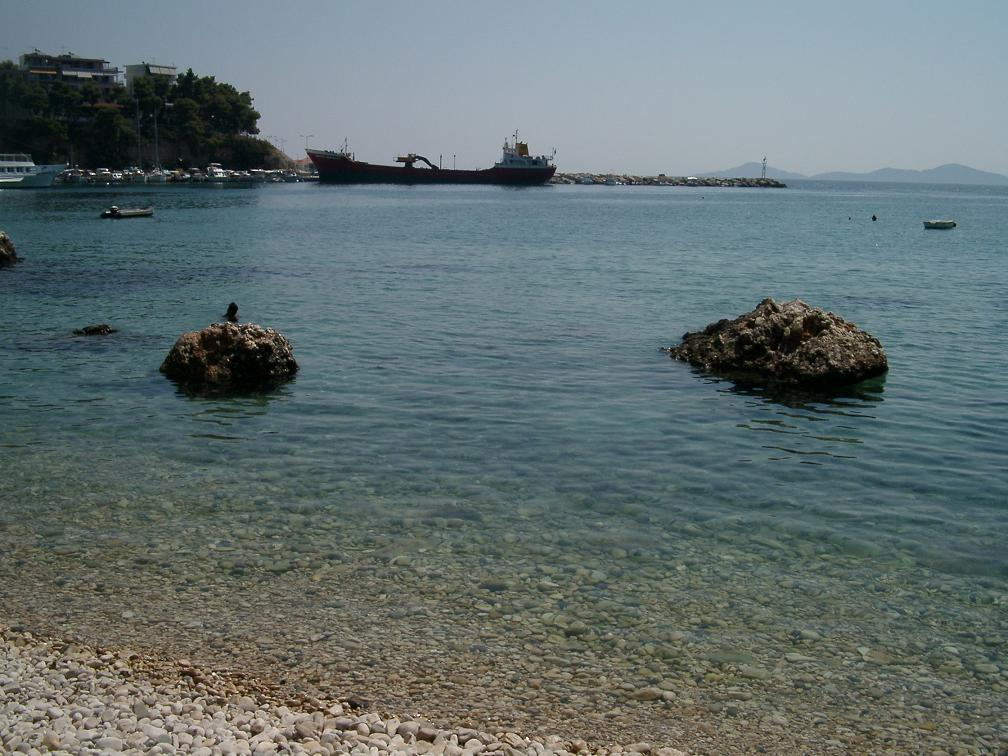
海滩

## 外部連結
- 阿洛尼索斯市镇官方网站 （希臘語）
- National Marine Park of Alonnisos Northern Sporades （希臘語和英語）